# Playa el Sesteo
Playa el Sesteo är en ort i Mexiko.   Den ligger i kommunen Santiago Ixcuintla och delstaten Nayarit, i den centrala delen av landet, 700 km väster om huvudstaden Mexico City. Playa el Sesteo ligger 7 meter över havet och antalet invånare är 106.
Terrängen runt Playa el Sesteo är mycket platt. Havet är nära Playa el Sesteo åt sydväst. Runt Playa el Sesteo är det ganska glesbefolkat, med 47 invånare per kvadratkilometer. Närmaste större samhälle är Villa Juárez, 10,7 km öster om Playa el Sesteo. 